# Cosoleto
Cosoleto ist eine italienische Stadt in der Metropolitanstadt Reggio Calabria in Kalabrien mit 753 Einwohnern (Stand 31. Dezember 2023).

## Lage und Daten
Cosoleto liegt 55 km nordöstlich von Reggio Calabria an der nördlichen Seite des Aspromonte. Die Nachbargemeinden sind Africo, Delianuova, Oppido Mamertina, Roghudi, Samo, San Luca, San Procopio, Santa Cristina d’Aspromonte, Scido und Sinopoli.

## Sehenswürdigkeiten
In Ort steht die Wallfahrtskirche San Rocco.